# La unión hace la fuerza
"La unión hace la fuerza" (en neerlandés: Eendracht maakt macht, pronunciado [ˈeːndrɑxt maːkt mɑxt]; en francés: L'union fait la force; en inglés: Unity makes strength; en alemán: "Einigkeit macht stark) es utilizado por Bulgaria y Haití en su escudo de armas nacional y es el lema nacional de Malasia, Bélgica, Bolivia y Bulgaria.
El lema fue utilizado originalmente por la República holandesa. Se deriva de la frase en latín "concordia res parvae crescunt" (las cosas pequeñas florecen en la concordia), del capítulo 10 de la Bellum Iugurthinum, obra del escritor republicano romano Salustio.

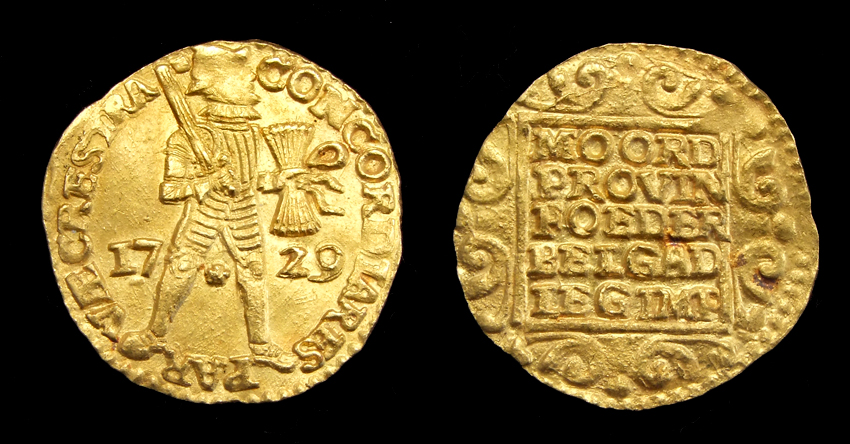
Países Bajos, ducado de oro (1729) con el lema concordia res larvae crescent en el anverso, encontrada en el naufragio del 't Vliegend Hert de la Compañía Neerlandesa de las Indias Orientales (VOC).

La moraleja de la fábula de Esopo "El viejo y sus hijos", ha sido representado en varias formas relacionadas: "Todo poder es débil, a menos que permanezca unido" (1668), "La unidad hace la fuerza, la lucha desechos" (1685), "La fuerza reside en la unión" (1867), «La fuerza está en la unidad» (1887), "La unión hace la fuerza" (título), "La unión da la fuerza" (moral) (1894), "La unión es la fuerza" (1912), "En la unidad está la fuerza" (1919); aunque las versiones más antiguas son más específicas: «el amor fraternal es el mayor bien en la vida y, a menudo eleva al más humilde» (siglo 2), «así como la concordia potencia los asuntos humanos, una vida pendenciera priva a las personas de su fuerza» (siglo 16).

## Historia

Escudo de Bélgica.

### Bélgica
El lema fue utilizado por Bélgica tras su Revolución de 1830, en un principio sólo en francés "L'union fait la force". Sólo cuando el holandés se equiparó al francés el estado Belga también adoptó "Eendracht maakt macht" como su lema, a veces, con la variante "Eenheid baart macht". En 1830, esta unidad fue identificado con la unificación de las nueve provincias de Bélgica, cuyos nueve escudos de armas son representados en el escudo de armas nacional, y la nueva unificación de sus liberales progresistas y conservadores católicos. De hecho, fue lanzado en 1827-1828 por los periódicos publicados en Lieja uniendo a liberales y católicos en el sindicalismo, que trajo consigo la Revolución y que en ese entonces dominaba la política Belga hasta la fundación del Partido Liberal en 1846. Aunque el lema se utiliza a menudo en círculos belgicistas o unitaristas (como una llamada a flamencos y valones, nativos de Bruselas y hablantes de alemán, con el fin de mantener la unidad belga), esta es una interpretación histórica: el lema es un eslogan sindicalista, no unitarista. Su versión en alemán es "Einigkeit macht stark". Los flamencos a veces parodian el lema con el canto como "L'union fait la farce" ("la unión hace una farsa") o "L'oignon fait la farsa" ("La cebolla hace de relleno").

### Bolivia

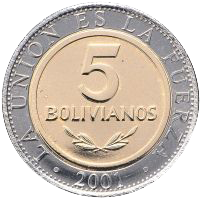
Vista de una moneda de 5 bolivianos en la cual se puede leer La unión es la fuerza

La unión es la fuerza es lema nacional de Bolivia, es usada desde 1870, anteriormente se usaba Libre por la Constitución. Se puede observar en todas las monedas del boliviano.

### Bulgaria

La unidad hace la fuerza (en búlgaro: Съединението прави силата) es el lema Del Escudo de armas de Bulgaria

Tras la unificación de Bulgaria y después de que Fernando de la Casa de Saxe-Coburgo y Gotha se apoderara del trono del Principado de Bulgaria, el país adoptó el lema de Bélgica L'union fait la force (en búlgaro: Съединението прави силата). Después de que el rey fuera depuesto, fue el lema hasta 1948. Después de la caída de la República Popular de Bulgaria y el fin del régimen comunista en la década de 1990, los partidos políticos debatieron el nuevo escudo de armas del país, decidiendo sobre una versión modificada de su anterior escudo de armas. Sin embargo, el lema búlgaro también representa las últimas palabras de khan Kubrat, el fundador de la Antigua Gran Bulgaria en el año 632, y probablemente hunda sus raíces mucho antes que en el simbolismo búlgaro que en otros Estados europeos.

### Canadá
En la segunda convención nacional de los acadianos en 1884 "L'union fait la force" fue elegido como el lema nacional de Acadia y apareció en el escudo de armas de la Société nationale de l''Acadie en 1995.

### Estados Unidos
El lema de Brooklyn, un borough de Nueva York, fundado por colonos holandeses, es "Eendraght maeckt maght". Aparece en su sello y en su bandera. Además, es el lema de The Collegiate School, la escuela primaria y secundaria más antigua de los Estados Unidos. El lema Eendragt maakt magt también aparece en la insignia de la policía de Holland, Míchigan, combinado con Dios zij met ons (Dios con nosotros).

### Georgia
Dzala ertobashia (georgia: ძალა ერთობაშია, "La fuerza está en la unidad") es el lema oficial de Georgia.

### Grecia
La frase aparece por primera vez en Homero como "la unión hace la fuerza" (griego: "Ἡ ἰσχύς ἐν τῇ ἐνώσει").

### Haití

Escudo de armas de Haití.

Uno de los más antiguos usos de la expresión escrita en el idioma francés, es conocido desde 1807, en Haití del escudo nacional de armas que lleva el lema, "L'union fait la force". Aunque, no debe ser confundido con el lema nacional de Haití, que de acuerdo a la Constitución de Haití es "Libertad, Igualdad, Fraternidad".

### Malasia
Un diseño inicial del escudo de armas de la Federación Malaya (hoy Península de Malasia) usado entre 1948 y 1963 adoptó una variación de la lema, "la unidad hace la fuerza", en inglés y jawi. Tras la admisión de tres estados más de la federación en 1963, el lema inglés del escudo fue reemplazado por una traducción aproximada al malayo, Bersekutu Bertambah Mutu (literalmente, "la unidad mejora la Calidad"), mientras que el lema en jawi se mantuvo sin cambios.

### Países Bajos

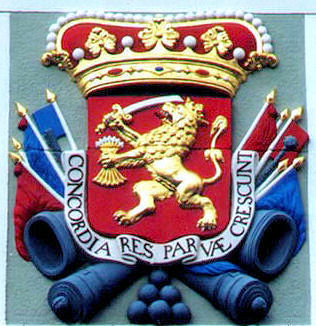
Antiguo escudo de armas de los Países Bajos.

El lema aparece por primera vez en los Países Bajos en el libro Gemeene Duytsche Spreekwoorden ("Proverbios comunes holandeses") en 1550, mientras estaba todavía dentro del Imperio español y bajo el imperio de Carlos V. Después de que los holandeses se independizaran, la nueva República holandesa tomó la frase como lema, y apareció en varias de sus monedas y los escudos de armas, generalmente en su versión original en latín, refiriéndose a la pequeña extensión territorial del nuevo estado. Desde el siglo 16 en adelante el inicio de la lema se utilizó frecuentemente en la acuñación de moneda holandesa, tales como el Leicester-rijksdaalder en 1586.
Los franceses ocuparon los Países Bajos de 1795 a 1813, primero como la República de Batavian entonces el Reino de Holanda, a continuación, como anexo de la propia Francia. A comienzos de la ocupación el lema nacional fue cambiado a "Gelykheid, Vryheid, Broederschap" (Igualdad, Libertad, Fraternidad), pero desde 1802 hasta 1810 se reintrodujo "la unidad hace la fuerza". Se mantuvo en uso hasta la institución del Reino Unido de los Países Bajos cuando, en 1816, se adoptó el lema de la Casa de Orange 'Je maintiendrai'.

### República Sudafricana

'Eendragt maakt magt' es el lema del escudo de armas de la República Sudafricana.

El 17 de enero de 1852, el Reino Unido, que gobernaba en la Colonia del Cabo, aprobó la independencia de la República Sudafricana mediante el Tratado del Río Sand. "Eendragt maakt magt" fue el lema del escudo del nuevo Estado y en 1888 se decidió que solo debe utilizarse holandés (no afrikáans) como su única lengua oficial. Curiosamente, en la actual República de Sudáfrica, el lema es "unidad en la diversidad", escrito en ixam ("ǃke e: ǀxarra ǁke").

### Venezuela

Escudo de armas de la Primera República de Venezuela (1812).

## Otros usos
Eendragt maakt Magt fue una sociedad de nobles (Heeren-Sociëteit) fundada en Róterdam en 1830, basado originalmente en el Kralingse Plaslaan. Originalmente celebró reuniones semanales en la cafetería Den Otter en la esquina de la Hoflaan y la Honingerdijk. El 1 de mayo de 1865, la junta de accionistas comenzó a recaudar fondos para construir un edificio privado para la sociedad. Esto coincidió con el quincuagésimo aniversario de la Batalla de Waterloo, una de las razones por las que la sociedad tomó el lema del rey Guillermo II de los países Bajos. El arquitecto Jan Verheul diseñó el nuevo edificio, inaugurado en 1903, en la esquina de Oudedijk y Waterloostraat. En 1980, el edificio fue demolido para dar paso a la línea Caland del metro de Róterdam, después de conservar una sección de su ornamentada fachada de estilo art nouveau (que mostraba el nombre del club entre azulejos y patrones de hoja) que fue reconstruida en la estación cercana de Voorschoterlaan.
El nombre también fue utilizado como el nombre de la empresa de sastres "Eendracht maakt macht", que en 1910 decidió alquilar un edificio en Oranjeboomstraat en Róterdam, como un taller y oficina conjunta El fino polvillo de los bienes terminados provocó casos de enfisema y se construyó un taller más grande llamado "Eendracht maakt macht".
El lema fue utilizado también por Helena Blavatsky en sus editoriales, en respuesta a las pugnas internas en las que a menudo se vio afectada la Sociedad Teosófica.
El lema del gobierno británico fascista gobierno en la serie Inferno de Doctor Who, que principalmente tiene lugar en un mundo alternativo, era "la unidad hace la fuerza", basada en el lema "la unión hace la Fuerza" utilizado por Oswald Mosley y el Movimiento Sindical. Del mismo modo, Norsefire, el gobierno británico fascista de la película de 2005, V de Vendetta utiliza "fuerza a través de la unidad" (junto con "unidad a través de la fe") como lema notable.